# أمير مرتضى منصور
أمير مرتضى منصور (20 مارس 1984 - ) هو مدير الكرة بنادى الزمالك وسياسي مصري، كان عضو في مجلس النواب المصري من (2015 - 2020)، كذلك كان يشغل منصب مدير الكرة بنادى الزمالك منذ العام 2015 وحتى العام 2020.

## المسيرة في نادي الزمالك
كان احمد مرتضى منصور رئيس الكرة في نادي الزمالك منذ العام 2015 حتى العام 2005 كما تولى في العام 2001 منصب نائب رئيس نادي الزمالك حتى العام 2005.